# Période solaire
 (décembre 2020).
Les périodes solaires ou « saisons » correspondent, dans le calendrier chinois, à vingt-quatre divisions de 15° de la course du Soleil le long de l'écliptique. Chaque période dure environ quinze jours. Ce système étant entièrement solaire, il présente une correspondance assez régulière avec le calendrier grégorien. Les périodes portent des noms évoquant les changements de la nature ou les activités agricoles du moment. D’origine chinoise, les périodes solaires ont été introduites en Corée, au Viêtnam et au Japon.
En mandarin, on parle des vingt-quatre jieqi (節氣, jiéqì, littéralement « segments climatiques »), en japonais des sekki (節気), en coréen des jeolgi (절기), et en vietnamien des tiết khí.
Le système des périodes solaires n'est pas très couramment employé de nos jours, mais apparaît souvent dans nombre de références culturelles comme les dates des festivals, les proverbes, etc.
Les 24 périodes solaires ont été inscrites en novembre 2016 au Patrimoine culturel immatériel de l'UNESCO.

## Histoire
Les 24 périodes solaires trouvent leur origine dans la civilisation chinoise ancienne qui s'est développée il y a 2 500 ans dans la région du bassin du Fleuve Jaune. Leur introduction au Japon remonte approximativement au VIe siècle. Au fil des siècles, les périodes solaires au Japon ont été progressivement adaptées aux conditions saisonnières japonaises, perçues différemment qu'en Chine.

## Table des 24 périodes solaires
| Longi- tude | Nom chinois ¹ | Pinyin      | Nom japonais   | Nom coréen        | Nom vietnamien | Date grégorienne ² | Traduction                   | Remarques                                  |
| ----------- | ------------- | ----------- | -------------- | ----------------- | -------------- | ------------------ | ---------------------------- | ------------------------------------------ |
| 315°        | 立春          | lìchūn      | 立春 risshun   | 입춘 ipchun       | Lập xuân       | 4 février          | Établissement du printemps   |                                            |
| 330°        | 雨水          | yǔshuǐ      | 雨水 usui      | 우수 (雨水) usu   | Vũ thủy        | 19 février         | Eau de pluie                 | Plus de pluie que de neige                 |
| 345°        | 驚蟄 (惊蛰)   | jīngzhé     | 啓蟄 keichitsu | 경칩 gyeongchip   | Kinh trập      | 5 mars             | Éveil des animaux hibernants |                                            |
| 0°          | 春分          | chūnfēn     | 春分 shunbun   | 춘분 chunbun      | Xuân phân      | 21 mars            | Équinoxe de printemps        |                                            |
| 15°         | 清明          | qīngmíng    | 清明 seimei    | 청명 cheongmyeong | Thanh minh     | 5 avril            | Clair et brillant            | Époque du Qingmingjie.                     |
| 30°         | 穀雨 (谷雨)   | gǔyǔ        | 穀雨 kokuu     | 곡우 gogu         | Cốc vũ         | 20 avril           | Pluie à grain                |                                            |
| 45°         | 立夏          | lìxià       | 立夏 rikka     | 입하 ipha         | Lập hạ         | 6 mai              | Établissement de l'été       |                                            |
| 60°         | 小滿 (小满)   | xiǎomǎn     | 小満 shōman    | 소만 soman        | Tiểu mãn       | 21 mai             | Petite rondeur               | Le grain est turgescent                    |
| 75°         | 芒種 (芒种)   | mángzhòng   | 芒種 bōshu     | 망종 mangjong     | Mang chủng     | 6 juin             | Grain en barbe               | Formation des épis                         |
| 90°         | 夏至          | xiàzhì (zh) | 夏至 geshi     | 하지 haji         | Hạ chí         | 21 juin            | Solstice d'été               |                                            |
| 105°        | 小暑          | xiǎoshǔ     | 小暑 shōsho    | 소서 soseo        | Tiểu thử       | 7 juillet          | Petite chaleur               |                                            |
| 120°        | 大暑          | dàshǔ       | 大暑 taisho    | 대서 daeseo       | Đại thử        | 23 juillet         | Grande chaleur               |                                            |
| 135°        | 立秋          | lìqiū       | 立秋 risshū    | 입추 ipchu        | Lập thu        | 7 août             | Établissement de l'automne   |                                            |
| 150°        | 處暑 (处暑)   | chǔshǔ      | 処暑 shosho    | 처서 cheoseo      | Xử thử         | 23 août            | Dans la chaleur              |                                            |
| 165°        | 白露          | báilù       | 白露 hakuro    | 백로 baekro       | Bạch lộ        | 8 septembre        | Rosée blanche                |                                            |
| 180°        | 秋分          | qiūfēn      | 秋分 shūbun    | 추분 chubun       | Thu phân       | 23 septembre       | Équinoxe d'automne           |                                            |
| 195°        | 寒露          | hánlù       | 寒露 kanro     | 한로 hallo        | Hàn lộ         | 8 octobre          | Rosée froide                 |                                            |
| 210°        | 霜降          | shuāngjiàng | 霜降 sōkō      | 상강 sanggang     | Sương giáng    | 23 octobre         | Descente de givre            | Baisse de température et apparition de gel |
| 225°        | 立冬          | lìdōng      | 立冬 rittō     | 입동 ipdong       | Lập đông       | 7 novembre         | Établissement de l'hiver     | Début de l'hiver                           |
| 240°        | 小雪          | xiǎoxuě     | 小雪 shōsetsu  | 소설 soseol       | Tiểu tuyết     | 22 novembre        | Petite neige                 |                                            |
| 255°        | 大雪          | dàxuě       | 大雪 taisetsu  | 대설 daeseol      | Đại tuyết      | 7 décembre         | Grande neige                 |                                            |
| 270°        | 冬至          | dōngzhì     | 冬至 tōji      | 동지 dongji       | Đông chí       | 22 décembre        | Solstice d'hiver             |                                            |
| 285°        | 小寒          | xiǎohán     | 小寒 shōkan    | 소한 sohan        | Tiểu hàn       | 6 janvier          | Petit froid                  |                                            |
| 300°        | 大寒          | dàhán       | 大寒 daikan    | 대한 daehan       | Đại hàn        | 20 janvier         | Grand froid                  |                                            |

1. Les caractères chinois simplifiés sont montrés entre parenthèses si différents du chinois traditionnel.
2. La date est donnée à ±1 jour près et varie selon l'année, et ce rapportée au calendrier grégorien.

## Chanson des périodes solaires
Il existe une chanson mnémotechnique chinoise pour simplifier la mémorisation des périodes solaires :
| Chanson         | Écriture hanzi | Écriture pinyin |
| --------------- | --- | --- |
| Chanson         | 《節氣歌》 春 雨 驚 春 清 谷天、 夏 滿 芒 夏 暑 相連、 秋 處 露 秋 寒 霜降、 冬 雪 雪 冬 小 大寒。                                                                  | « Jiéqìgē » chūn yǔ jīng chūn qīng gǔtiān, xià mǎn máng xià shǔ xiānglián, qiū chù lù qiū hán shuāngjiáng, dōng xuě xuě dōng xiǎo dàhán.                                                                                   |
| Correspondances | 節氣 | Jiéqì |
| Correspondances | 立春、雨水、驚蟄、春分、清明、穀雨〖谷天〗、 立夏、小滿、芒種、夏至、小暑、大暑〖相連〗、 立秋、處暑、白露、秋分、寒露、霜降、 立冬、小雪、大雪、冬至、小寒、大寒。 | lìchūn, yǔshuǐ, jīngzhé, chūnfēn, qīngmíng, gǔyǔ(gǔtiān), lìxià, xiǎomǎn, mángzhòng, xiàzhì, xiǎoshǔ, dàshǔ(xiānglián), lìqiū, chùshǔ, báilù, qiūfēn, hánlù, shuāngjiàng, lìdōng, xiǎoxuě, dàxuě, dōngzhì, xiǎohán, dàhán. |

## Table des 72hou
Les 24 périodes solaires sont elles-mêmes divisées, chacune en trois « micro-saisons » d'environ 5 jours, appelées hou (候, hòu) en mandarin, ou kō en japonais. Il y a donc soixante-douze hou dans une année. Les noms des hou ont une connotation poétique, en lien avec les activités de la nature à leur époque de l'année, comme « blanche rosée sur l'herbe » ou « éclosion des iris », et peuvent connaître des variantes en fonction des pays et des adaptations.
| Période solaire         | Hou | Chinois                                           | Chinois                                                        | Japonais⁵                                | Japonais⁵                                               |
| Période solaire         | Hou | Nom                                               | Signification                                                  | Nom                                      | Signification                                           |
| ----------------------- | --- | ------------------------------------------------- | -------------------------------------------------------------- | ---------------------------------------- | ------------------------------------------------------- |
| Lichun Risshun 立春     | 1er | Dongfeng jiedong 東風解凍                         | Le vent d’est fait fondre la gelée                             | Harukaze koori wo toku 東風解凍          | La glace fond sous la brise printanière                 |
| Lichun Risshun 立春     | 2e  | Zhechong shizhen 蟄蟲始振                         | Les animaux hibernants commencent à se réveiller               | Uguisu naku 黄鶯睍睆                     | La bouscarle chante le printemps                        |
| Lichun Risshun 立春     | 3e  | Yu shang bing 魚上冰                              | Les poissons remontent jusqu'à la glace                        | Uo koori wo izuru 魚上氷                 | Les poissons remontent vers les glaces en surface       |
| Yushui Usui 雨水 (雨水) | 4e  | Ta ji yu 獺祭魚                                   | La loutre offre du poisson en sacrifice                        | Tsushi no shō uruoi okoru 土脉潤起       | La terre se gorge d'eau                                 |
| Yushui Usui 雨水 (雨水) | 5e  | Hongyan lai 鴻雁來                                | Les oies sauvages arrivent                                     | Kasumi hajimete tanabiku 霞始靆          | La brume printanière s'amasse au petit matin            |
| Yushui Usui 雨水 (雨水) | 6e  | Caomu mengdong 草木萌動                           | Les plantes bourgeonnent                                       | Sōmoku mebae izuru 草木萠動              | L'herbe pousse, les arbres bourgeonnent                 |
| Jingzhe Keichitsu 啓蟄  | 7e  | Tao shi hua 桃始華                                | Le pêcher commence à fleurir                                   | Sugomori mushi to wo hiraku 蟄虫啓戸     | Les insectes se décloîtrent (sortent du repos hivernal) |
| Jingzhe Keichitsu 啓蟄  | 8e  | Shigeng ming 倉庚鳴                               | Le Loriot chante                                               | Momo hajimete saku 桃始笑                | Les premiers pêchers fleurissent                        |
| Jingzhe Keichitsu 啓蟄  | 9e  | Ying hua wei jiu 鷹化為鳩                         | L'aigle se métamorphose en tourterelle                         | Namushi chō to naru 菜虫化蝶             | Les chenilles se transforment en papillons              |
| Chunfen Shumbun 春分    | 10e | Xuanniao zhi 玄鳥至                               | Les hirondelles arrivent                                       | Suzume hajimete sukuu 雀始巣             | Les moineaux font leurs nids                            |
| Chunfen Shumbun 春分    | 11e | Lei nai fasheng 雷乃發聲                          | Le tonnerre gronde                                             | Sakura hajimete hiraku 桜始開            | Les fleurs de cerisier commencent à s'ouvrir            |
| Chunfen Shumbun 春分    | 12e | Shi dian 始電                                     | Premiers éclairs                                               | Kaminari sunawachi koe wo hassu 雷乃発声 | Le grondement du tonnerre s'élève                       |
| Qīngmíng Seimei 清明    | 13e | Tong shi hua 桐始華                               | L'abrasin commence à fleurir                                   | Tsubame kitaru 玄鳥至                    | Les hirondelles sont de retour                          |
| Qīngmíng Seimei 清明    | 14e | Tianshu hua wei ju 田鼠化為鴽                     | La taupe se métamorphose en caille                             | Kōgan kaeru 鴻雁北                       | Les oies sauvages s'en retournent vers le nord          |
| Qīngmíng Seimei 清明    | 15e | Hong shi xian 虹始見                              | Premiers arcs-en-ciel                                          | Niji hajimete arawaru 虹始見             | Les arcs-en-ciel se montrent à nouveau                  |
| Guyu Koku.u 穀雨 (穀雨) | 16e | Ping shi sheng 萍始生                             | Les lentilles d'eau commencent à pousser                       | Ashi hajimete shōzu 葭始生               | Les premiers roseaux émergent                           |
| Guyu Koku.u 穀雨 (穀雨) | 17e | Mingjue fu qi yu 鳴鳩拂其羽                       | La tourterelle chante en déployant ses ailes                   | Shimo yamite nae izuru 霜止出苗          | Le gel cesse et les plants poussent                     |
| Guyu Koku.u 穀雨 (穀雨) | 18e | Daisheng jiang yu sang 戴勝降于桑                 | La huppe se pose sur le murier                                 | Botan hana saku 牡丹華                   | Les pivoines sont en fleur                              |
| Lixia Rikka 立夏        | 19e | Lou guo ming 蝼蝈鸣                               | Les grenouilles croassent                                      | Kawazu hajimete naku 蛙始鳴              | Les grenouilles coassent de nouveau                     |
| Lixia Rikka 立夏        | 20e | Qiuyin chu 蚯蚓出                                 | Les vers de terre sortent                                      | Mimizu izuru 蚯蚓出                      | Les lombrics sortent de terre                           |
| Lixia Rikka 立夏        | 21e | Wang gua sheng 王瓜生                             | La citrouille royale sort de terre                             | Take no ko shōzu 竹笋生                  | Les pousses de bambou pointent leurs têtes              |
| Xiaoman Shōman 小満     | 22e | Ku cai shiu 苦菜秀                                | Floraison du laiteron                                          | Kaiko okite kuwa wo hamu 蚕起食桑        | Les vers à soie dévorent les feuilles de mûrier         |
| Xiaoman Shōman 小満     | 23e | Mi cao si 靡草死                                  | Les plantes délicates meurent                                  | Benibana sakau 紅花栄                    | Les carthames fleurissent en nombre                     |
| Xiaoman Shōman 小満     | 24e | Xiao shu zhi 小暑至                               | Arrivée des petites chaleurs                                   | Mugi no toki itaru 麦秋至                | L'heure de la moisson du blé a sonné                    |
| Manzhong Bōshu 芒種     | 25e | Tanglang shen 螳螂生                              | La Mante religieuse naît                                       | Kamakiri shōzu 螳螂生                    | Les mantes religieuses sont de sortie                   |
| Manzhong Bōshu 芒種     | 26e | Ju shi ming 鵙始鳴                                | La pie-grièche commence à chanter                              | Kusaretaru kusa hotaru to naru 腐草為螢  | Les lucioles s'élancent depuis les herbes mortes        |
| Manzhong Bōshu 芒種     | 27e | Fan she wu sheng 反舌無声                         | L'oiseau moqueur se tait                                       | Ume no mi kibamu 梅子黄                  | De jaune les prunes se colorent                         |
| Xiazhi Geshi 夏至       | 28e | Lu jiao jie 鹿角解                                | Le cerf perd ses bois                                          | Natsukarekusa karuru 乃東枯              | Les brunelles perdent de leur éclat                     |
| Xiazhi Geshi 夏至       | 29e | Tiao shi ming 蜩始鳴                              | La cigale commence à striduler                                 | Ayame hana saku 菖蒲華                   | Les iris sont en fleur                                  |
| Xiazhi Geshi 夏至       | 30e | Banxia cheng 半夏生                               | La pinellia ternata (plante médicinale) apparaît               | Hange shōzu 半夏生                       | Les pinellies ternées apparaissent                      |
| Xiaoshu Shōsetsu 小暑   | 31e | When feng zhi 温風至                              | Le vent tiède arrive                                           | Atsukaze itaru 温風至                    | Un vent chaud s'en vient                                |
| Xiaoshu Shōsetsu 小暑   | 32e | Xishuai ju bi 蟋蟀居壁                            | Le grillon reste dans le mur                                   | Hasu hajimete hiraku 蓮始開              | Les lotus épanouissent leurs fleurs                     |
| Xiaoshu Shōsetsu 小暑   | 33e | Ying nai xue xi 鷹乃学習                          | L'aigle apprend et s'exerce                                    | Taka sunawachi waza wo narau 鷹乃学習    | Les faucons entament leur apprentissage                 |
| Dashu Taisho 大暑       | 34e | Fu cao wei yin 腐草為萤                           | L'herbe pourrissante engendre les lucioles                     | Kiri hajimete hana wo musubu 桐始結花    | Après la floraison, les paulownias fructifient          |
| Dashu Taisho 大暑       | 35e | Tu run ru shu 土潤溽暑                            | La terre est imbibée, l'air est chaud et humide                | Tsuchi uruoute mushi atsushi 土潤溽暑    | La terre s'imprègne d'humidité et l'air devient moite   |
| Dashu Taisho 大暑       | 36e | Dayu shi xing 大雨時行                            | Les grandes pluies commencent à tomber                         | Taiu tokidoki furu 大雨時行              | La pluie tombe parfois à verse                          |
| Liqiu Risshū 立秋       | 37e | Liang feng zhi 涼風至                             | Le vent frais arrive                                           | Suzu kaze itaru 涼風至                   | Une brise fraîche se lève                               |
| Liqiu Risshū 立秋       | 38e | Bai lu jiang 白露降                               | La rosée blanche se dépose                                     | Higurashi naku 寒蝉鳴                    | Les cigales chantent à la brune                         |
| Liqiu Risshū 立秋       | 39e | Han chan ming 寒蝉鳴                              | La cigale stridule                                             | Fukaki kiri matou 蒙霧升降               | Un épais brouillard tombe                               |
| Chushu Shosho 処暑      | 40e | yin nai ji niao 鷹乃祭鳥                          | L'aigle offre des oiseaux en sacrifice                         | Wata no hana shibe hiraku 綿柎開         | Les fleurs de coton s'ouvrent                           |
| Chushu Shosho 処暑      | 41e | Tian di shi su 天地始肅                           | Le ciel et la terre commencent à être rigoureux                | Tenchi hajimete samushi 天地始粛         | La chaleur commence à retomber                          |
| Chushu Shosho 処暑      | 42e | He nai deng 禾乃登                                | Les céréales sont récoltés                                     | Kokumono sunawachi minoru 禾乃登         | Le riz parvient à maturité                              |
| Bailu Hakuro 白露       | 43e | Hongyan lai 鴻雁来                                | Les oies sauvages arrivent                                     | Kusa no tsuyu shiroshi 草露白            | Sur l'herbe la rosée scintille                          |
| Bailu Hakuro 白露       | 44e | Xuan niao gui 玄鳥歸                              | L'hirondelle revient                                           | Sekirei naku 鶺鴒鳴                      | Le chant des bergeronnettes résonne                     |
| Bailu Hakuro 白露       | 45e | Shun niao yang xiu 羣鳥養羞                       | Tous les oiseaux engrangent des vivres                         | Tsubame saru 玄鳥去                      | Les hirondelles migrent vers le sud                     |
| Qiufen Shūbun 秋分      | 46e | Lei nai shou sheng 雷乃收声                       | Le tonnerre cesse de gronder                                   | Kaminari sunawachi koe wo osamu 雷乃収声 | Le tonnerre cesse de gronder                            |
| Qiufen Shūbun 秋分      | 47e | Zhe chong huai hu 蟄虫坏戸                        | Les animaux hibernants clos leur tanière                       | Mushi kakurete to wo fusagu 蟄虫坏戸     | Les insectes se calfeutrent                             |
| Qiufen Shūbun 秋分      | 48e | Shui shi he 水始涸                                | L'eau commence à se tarir                                      | Mizu hajimete karuru 水始涸              | L'eau commence à s'épuiser                              |
| Hanlu Kanro 寒露        | 49e | Hongyuan lai bin 鴻雁来賓                         | Les oies sauvages arrivent et reçoivent l'hospitalité          | Kōgan kitaru 鴻雁来                      | Les oies sauvages sont de retour                        |
| Hanlu Kanro 寒露        | 50e | Que ru da shui wei ge 雀入大水為蛤                | Le moineau plonge dans l'eau et se transforme en coquillage    | Kiku no hana hiraku 菊花開               | Les fleurs de chrysanthème s'ouvrent                    |
| Hanlu Kanro 寒露        | 51e | Ju you huang hua 菊有黄華                         | Le chrysanthème a des fleurs jaunes                            | Kirigirisu to ni ari 蟋蟀在戸            | Les grillons sont à nos portes                          |
| Shuangjiang Sōkō 霜降   | 52e | Chai nai ji shou 豺乃祭獸                         | Le loup offre des bêtes en sacrifice                           | Shimo hajimete furu 霜始降               | Les premières gelées apparaissent                       |
| Shuangjiang Sōkō 霜降   | 53e | Cao mu huang luo 草木黄落                         | Les feuilles jaunissent et tombent                             | Kosame tokidoki furu 霎時施              | Des averses s'abattent de temps à autre                 |
| Shuangjiang Sōkō 霜降   | 54e | Zhe chong xian fu 蟄虫咸俯                        | Les animaux hibernants rentrent tous dans leur terrier         | Momiji tsuta kibamu 楓蔦黄               | Les érables et la vigne vierge roussissent              |
| Lidong Rittō 立冬       | 55e | Shui shi bing 水始冰                              | L'eau commence à se congeler                                   | Tsubaki hajimete hiraku 山茶始開         | Les premiers fleurs de camélia éclosent                 |
| Lidong Rittō 立冬       | 56e | Di shi dong 地始凍                                | La terre commence à geler                                      | Chi hajimete kooru 地始凍                | Le sol commence à geler                                 |
| Lidong Rittō 立冬       | 57e | Yeji ru shui wei shen 野鶏入水為蜃                | Le faisan¹ plonge dans l'eau et se transforme en huître        | Kinsenka saku 金盞香                     | Le parfum des narcisses embaume l'air                   |
| Xiaoxue Shōsetsu 小雪   | 58e | Hong zang bu jian 虹藏不見                        | L'arc-en-ciel se cache et disparait                            | Niji kakurete miezu 虹蔵不見             | Les arcs-en-ciel se cachent à notre vue                 |
| Xiaoxue Shōsetsu 小雪   | 59e | Tian qi shang sheng di xia jiang 天氣上騰地氣下降 | Le souffle céleste monte, le souffle terrestre descend         | Kitakaze konoha wo harau 朔風払葉        | Le vent du nord dépouille les arbres de leurs feuilles  |
| Xiaoxue Shōsetsu 小雪   | 60e | Bi se er cheng dong 閉塞而成冬                    | Tout est clos, l'hiver s'installe                              | Tachibana hajimete kibamu 橘始黄         | Les mandarines virent au orange                         |
| Daxue Taisetsu 大雪     | 61e | He niao pu ming 鹖鴠不鳴                          | Le faisan² jaune ne chante plus                                | Sora samuku fuyu to naru 閉塞成冬        | Le ciel est couvert, l'hiver s'installe                 |
| Daxue Taisetsu 大雪     | 62e | Hu shi jiao 虎始交                                | Le tigre commence à s'accoupler                                | Kuma ana ni komoru 熊蟄穴                | Les ours se terrent dans leurs tanières                 |
| Daxue Taisetsu 大雪     | 63e | Li ting chu 茘挺出                                | Le liting⁴ sort de terre                                       | Sake no uo muragaru 鮭魚群               | Les saumons forment des bancs                           |
| Dongzhi Tōji 冬至       | 64e | Qiujin jie 蚯蚓結                                 | Les vers de terre se replient sur eux-mêmes                    | Natsukarekusa shōzu 乃東生               | Les brunelles s'éveillent                               |
| Dongzhi Tōji 冬至       | 65e | Mi jiao jie 麋角解                                | Le cerf se débarrasse de ses bois                              | Sawashika no tsuno otsuru 麋角解         | Les cerfs perdent leurs bois                            |
| Dongzhi Tōji 冬至       | 66e | Shui quan dong 水泉動                             | Les eaux et les sources dégèlent                               | Yuki watarite mugi nobiru 雪下出麦       | Sous la neige, le blé pousse                            |
| Xiaohan Shōkan 小寒     | 67e | Yan bei xiang 雁北鄉                              | Les oies sauvages partent vers le nord                         | Seri sunawachi sakau 芹乃栄              | Le céleri d'eau pousse à foison                         |
| Xiaohan Shōkan 小寒     | 68e | Que shi chao 鵲始巢                               | La pie fait son nid                                            | Shimizu atataka wo fukumu 水泉動         | Le dégel des sources s'amorce                           |
| Xiaohan Shōkan 小寒     | 69e | Yeji shi Kou 野鶏始雛                             | Le faisan³ commence à crier                                    | Kiji hajimete naku 雉始雊                | Les premiers cris des faisans retentissent              |
| Dahan Daikan 大寒       | 70e | Ji shi ru 鶏始乳                                  | Les poules commencent à couver                                 | Fuki no hana saku 款冬華                 | Les pétasites japonaises fleurissent                    |
| Dahan Daikan 大寒       | 71e | Zhi niao li ji 鷙鳥厲疾                           | Les rapaces sont rapides et terribles                          | Sawamizu koori tsumeru 水沢腹堅          | La glace s'épaissit dans les ravines                    |
| Dahan Daikan 大寒       | 72e | Shui zi fu jian 水澤腹堅                          | Les eaux et les lacs se couvrent d'une épaisse couche de glace | Niwatori hajimete toya ni tsuku 鶏始乳   | Les poules se remettent à couver                        |

1. Il s'agit du faisan "commun" dit  à "collier" ou de colchide (Phasianus colchicus).
2. Il s'agit ici du faisan  dit "hokki brun" (crossoptilon mantchuricum), du nord de la Chine.
3. Le faisan "commun"
4. Une sorte d'iris.
5. La traduction du japonais est tirée du livre Japon, l'Archipel aux 72 saisons, Zoé Jégu, Sully Le Prunier, 2023.